# Pseudalus
Pseudalus is een geslacht van vlinders van de familie spinneruilen (Erebidae), uit de onderfamilie Arctiinae.

## Soorten
- P. affinis Rothschild, 1933
- P. aurantiacus Rothschild, 1909
- P. leos Druce, 1898
- P. limonia Schaus, 1896
- P. pseudidalus Rothschild, 1909
- P. salmonaceus Rothschild, 1909
- P. strigatus Rothschild, 1909